# Tele/Estel
Tele/Estel fou un setmanari fundat l'any 1966 a Barcelona i publicat durant la dictadura franquista. És la primera publicació no eclesiàstica, regular i pública impresa íntegrament en llengua catalana després de la Guerra Civil. El primer número es publicà el 22 de juliol de 1966.
És considerat el mitjà de comunicació per escrit més important  entre 1939 i l'aparició del diari Avui (1976). Era una publicació moderna de caràcter cultural que destacà pel seu servei a la intel·lectualitat i a la cultura catalanes. Hi van col·laborar grans figures de la cultura catalana, com ara Pere Calders o Jaume Fuster. La crisi produïda per l'atonia política i informativa de la premsa va portar a la seva suspensió definitiva l'any 1970.

## Història

### Context
Les circumstàncies del naixement de Tele/Estel només es podien donar en una situació d'estreta col·laboració amb el govern, en un context de política lleument oberturista del règim franquista. El 1966 neix a Barcelona Tele/Estel, a l'empara de la nova empresa tele/Exprés S.A.. L'empresa editora va optar per una presentació arriscada i dinàmica, per tal de fer un projecte el més rendible possible. Tot i les vinculacions amb el règim de Franco, hi havia fets que indicaven un allunyament relatiu d'aquestes vinculacions. És destacable el naixement de Tele/Estel perquè des de l'any 1941 amb l'edició de La Prensa, no hi havia hagut a Catalunya cap diari d'aquest tipus. El 1966 les publicacions periòdiques havien de dependre obligatòriament dels permisos de l'Estat. Tele/Estel va gaudir d'aquest permís. La concessió administrativa va ser singular, ja que el ministre Fraga Iribarne no la feu a l'empresa, sinó a Ignasi Agustí i Carles Sentís, dos empresaris que posteriorment haurien de dirigir Tele/Estel. El primer número es va publicar el 22 de juliol de 1966. Era l'any de la Ley 14/1966, de 18 de març, de Prensa e imprenta, també coneguda com a Llei Fraga. Aquesta nova reforma de la política informativa va fer desaparèixer la censura prèvia, cosa que va crear un nou marc de llibertat i la possibilitat de crear noves empreses periodístiques que obrien noves possibilitats. No hi havia explícita cap limitació a la llengua catalana. Tele/Estel va aconseguir sortir a la llum enmig del convuls sistema franquista i traient profit de la lleu política oberturista del règim. Cal tenir present que la llei fraga no era més que un recurs del sistema franquista per garantir la seva pervivència, però malgrat això va suposar una revolució en els mitjans de comunicació escrits. L'autor Josep Faulí remarca la necessitat de recordar que Tele/Estel és fruit de la nova política oberturista de l'Estat més que no pas conseqüència de la pressió social catalana.

### Inicis
El 21 de juliol de 1966 els diaris de Barcelona anunciaren que a partir del dia 22 de juliol sortiria a la venda Tele-Estelː “la vida catalana al dia, en una bella revista innovadora, informativa, amena, divertida”. Josep Faulí divideix la seva trajectòria en dues etapes, segons la presentació del material: 
1. Del número 1 (juliol 1966) al 20 (desembre de 1966): El diari es va imprimir amb rotativa de tipografia
2. Del número 21 (desembre de 1966) al 191 (juny 1970): Impressió amb rotativa de gravat al buit.

Durant la seva trajectòria, Tele/Estel mai tingué una independència absoluta dins l'empresa, i amb el pas del temps i de les dificultats econòmiques més aviat esdevingué un paràsit de l'empresa Tele/Exprés.Tele/Estel naixia en les classes altes, al contrari de la majoria de diaris de postguerra. El diari cercà un públic popular i senzill, que no fou capaç de trobar, i de la mateixa manera  tampoc no es va apropar a les minories destacades. És destacable l'ús d'una llengua catalana molt homogènia a la qual s'aplicaren criteris estrictament normatius.
Tele/Estel va pretendre parlar de catalanisme i democràcia per tal d'atreure un públic igualment catalanista i democràtic, cosa que no va poder fer per les restriccions de la política franquista. Les limitacions del moment històric van acabar per silenciar les pretensions catalanistes de la publicació. I aquesta manca de expressió lliure va portar que es definís editorialment en poques ocasions. Amb l'omissió de les veritables idees i intencions del mitjà, les seves pàgines recollien les idees variades dels col·laboradors. Això sí, amb unes determinades limitacions que imposava el règim franquista. Aquesta escassa manifestació ideològica ha fet que autors com Eugeni Xammar consideressin que Tele/Estel era un diari franquista. L'autor reconeix que aquells que treballaven al setmanari no ho eren, però les circumstàncies del naixement de Tele/Estel i la seva curta vida demostren el seu vincle amb el règim franquista. La realitat és que la revista tan sols publicà un text franquista (al seu darrer número, anunciant la visita del dictador a Barcelona). La majoria dels autors que l'han estudiat defensen que la veritable ideologia del diari és un antifranquisme dissimulat per tal de garantir la pervivència del diari.

### Suspensió i final
Durant la seva història el setmanari va tenir dues interrupcions: una de transitòria i una de definitiva que va acabar amb la suspensió del setmanari. Al número 152 s'anuncià una pausa des de juny del 1969 al setembre d'aquell mateix any. L'anunci es feu amb una nota en la qual s'explicava que es pretenia donar un nou impuls a la publicació. Volien preparar una nova etapa del diari. La segona pausa, que va acabar sent la definitiva, es va anunciar en una nota similar a la primera, en què la revista assegurava que “Tele/Estel té un nucli de lectors fidel, fidelíssim, però que no resulta pas suficient per donar a la nostra publicació una viabilitat”. Aquests motius econòmics que argumenta la revista van dur a la seva suspensió definitiva l'any 1970. Quan l'empresa interrompé les publicacions l'any 1969 es veia forta per superar la crisi. Obrí les portes a col·laboracions noves i establí alguns contactes en aquest sentit que ajudaren a la revista a evitar la suspensió definitiva. Aquests contactes s'ampliaren després de la suspensió de 1970.
Durant tota la seva trajectòria Tele/Estel va aplicar un model de llengua molt homogeni. S'aplicaren criteris estrictament normatius.
Tele/Estel fou, doncs, un restabliment fracassat de la premsa en català. Malgrat tot, és un fracàs amb matisos, ja que va demostrar que encara hi havia consumidors de premsa que desitjaven premsa en català. També en certa manera va quedar demostrada l'existència d'una voluntat d'identitat nacional, i Tele/Estel aspirava a satisfer-la això. Malgrat tot això, no s'havia trobat la forma per servir i satisfer aquests consumidors. En certa manera es considera Tele/Estel un assaig, un precedent que diaris futurs van prendre com a model de referència.

## Directors
Legalment Tele/ Estel només va tenir un director, Andreu Avel·lí Artís. Malgrat això, Josep Faulí considera que van existir dos directors, ja que a l'etapa final del diari va ser Celestí Martí Farreras qui va exercir com a director. En conjunt, es demostra que les diferències entre els dos directors són molt poques. Els productes que realitzaren no mostren gaires diferències, llevat que es mostra una voluntat per part de Martí per canviar el diari (una voluntat que no va transcendir a un canvi real). Artís feu una revista més popular, i Martí va incidir en els continguts més intel·lectuals i culturals. El primer es va obrir a tot tipus de col·laboradors i el segon fou més selectiu. Amb tot, Josep Faulí insisteix que les diferències són massa subtils com per considerar-les significatives.

## Col·laboradors
Joan Alavedra, Esteve Albert, Núria Albó, David M. Aloy, Leandre Amigó, Xavier Amorós, Lola Anglada, Rafael Anglada, Ignasi M. Aragó, Josep Maria Armengou, Avel·lí Artís-Gener, Joan Ballester, Joan Barat, Jordi Baulies, Rafael Benet, Xavier Benguerel, Antoni Bergós, Vicenç Bernades, Aurora Bertrana, Lluís Busquets i Grabulosa, Josep Maria Cadena, Pere Calders, Antoni Carner, Lluís Carreño Piera, Carles Carrero, Àngel Casas, Joaquim Casas, Víctor Castells, Pere Català i Roca, Cesc, Felip Cid, Josep Carles Clemente, Joan Colomines, Ernest Corral i Coll de Ram, Josep M. Corredor, Fèlix Cucurull, Delfí Dalmau, Josep Desumbila, Agustí Duran i Sanpere, Josep Maria Espinàs, Sebastià Estradé, Jaume Fabre i Fornaguera, Xavier Fàbregas, Enric Farreny, Josep Faulí, Esteve Ferrer Garriga, Ramon Folch i Camarasa, Octavi Fullat, Joan Fuster, Jordi Garcia Soler, Teodor Garriga, Rafael Gay de Montellà, Joan Gich, Ramon Grabolosa, Grau Gratacós, Salvador Grau Móra, Josep Gual i Lloberes, Domènec Guansé, Josep Ibàñez Sensarrich, Faustí Illa, Anna Isanda, Sebastià Juan Arbó, Antoni Jutglar, Josep M. Lladó, Josep Lladonosa, Rossend Llates, Màrius Lleget, Miquel Llor, Francesc Lorenzo, Concepció G. Maluquer, Jordi Maragall, Celestí Martí Farreras, Artur Martorell, Oriol Martorell, Josep Maria Martorell, Josep Melià, Andreu Marcé Varela, Jaume Ministral, Carles Miralles, Jaume Miravitlles, Ramon Moix, Josep Moya Angeler, Josep M. Muntaner, Joaquim Muntafiola, Joaquim M. de Nadal, Joaquim Nubiola, Evaríst Olcína, Joan Oliver, Joan  Rabassa, Josep Palau i Fabra, Manuel de Pedrolo, Albert Pérez Simó, Josep M. Pi Sufier, Jaume Picas, Josep M. Poblet, Lluís Ferran de Pol, Jaume Pol Girbal, Baltasar Porcel, Pau Riba, Josep Riba i Gabarró, Ma-nuel Ribas i Piera, Antoni Ribera, Manuel Riera i Clevillé,Mercè Rodoreda, Xavier Roig, Tomàs Roig i Llop, Xavier Romeu, Antoni Sala-Cornadó, Miquel dels S. Salarich, Octavi Saltor, Màrius Sampere, Josep Sanabre, Sebastià Sànchez Juan, Llorenç Sant Marc, Sempronio, Carles Sentís, Josep de la C. Serra Ràfols, Miquel Siguan, Carles Sindreu, Josep Soler Vidal, Josep Tarín Iglésias, Rafael Tasis, Estanislau Torres, Joan Torrent, Marçal Trilla, Francesc Vallverdú, Josep Vallverdú, Joaquim Ventalló, Josep Ventura, Pere Verdaguer, Maria Teresa Vernet, Antònia Vicens, Jaume Vidal Alcover, Marc Aureli Vila i Guillem Viladot.